# Nudaria quilimanensis
Nudaria quilimanensis là một loài bướm đêm thuộc phân họ Arctiinae, họ Erebidae.